# Hare psychopathy checklist
Korunkbeli kutatásokban és klinikai gyakorlatban a Robert D. Hare által kidolgozott Psychopathy Checklist-Revised (PCL-R) a legelterjedtebben használt pszicho-diagnosztikai eszköz a pszichopata rendellenesség megállapítására, kimutatására. Mivel az egyén pontszámának fontos következményei lehetnek a jövőjében és mivel ezek a következmények igen komoly károkhoz vezethetnek az életében, hogyha a tesztet rosszul értékelik ki, ezért Robert Hare szerint a tesztet csak akkor lehetne érvényesnek tekinteni, hogyha megfelelően képzett és tapasztalt szakértő végzi az értékelést ellenőrzött és előírt körülmények között. Hare jogdíjat kap a teszt minden egyes ellenőrzött, hivatalos használata után.

## PCL-R Model a pszichopata rendellenességre
A PCL-R egy 20 elemből álló klinikai értékelő skála (melyet pszichológusok vagy más szakértők használnak). A PCL-R minden egyes eleme egy 0-2 pontig terjedő skála, amik sajátos kritériumoknak felelnek meg, melyek aktákból és interjúkból származnak. A 0 érték azt jelenti, hogy az alanyra egyáltalán nem jellemző, az 1 azt, hogy némiképpen jellemző, a 2 pedig azt, hogy teljes mértékben. Az életstílus és bűnözői magatartás vizsgálata mellett a teszt még méri a rábeszélő képességet, felületes bájt, felsőbbrendűségi érzést, az ingerekre való igényt, beteges hazudozást, a biflázást, manipulálást, a megbánás hiányát, érzéketlenséget, gyenge viselkedési gátlást, lobbanékonyságot, felelőtlenséget, a saját tetteikért való felelősségvállalás megértésének hiányát és így tovább. Az elért pontszámokat arra használják, hogy megjósolják a bűnözési visszaesés kockázatát és a rehabilitációra való lehetőség mértékét.
A PCL-R jelenlegi kiadása hivatalosan 4 faktort különböztet meg (1a, 1b, 2a és 2b), melyeket faktoranalízis segítségével összegeznek a 20 megállapított elemnek megfelelően. Az előző kiadás 2 faktort tartalmazott. Az első faktor „mások önző, érzéketlen és bűntudat nélküli kihasználása”-ként van definiálva, a második faktor pedig „krónikusan labilis, antiszociális és szociálisan deviáns életvitel”-ként. Nagyon magas esélye van a bűnbe való visszaesésnek és igazán alacsony a valószínűsége a rehabilitációra való lehetőségnek azoknál, akik a PCL-R teszt alapján „pszichopaták”, habár a kezelésért folytatott vizsgálatok folyamatban vannak.
A PCL-R 1a és 1b faktora összefüggésben van a narcisztikus személyiségzavarral és a hisztrionikus személyiségzavarral. Kapcsolatban van az extrovertáltsággal és pozitív érzelmi tapasztalatokkal (izgatottság, éberség, határozottság – positive affect). Az első faktor, az úgynevezett fő személyiségvonásai a pszichopata személyiségnek.
A PCL-R 2a és 2b faktora nagyon erős összefüggésben van az antiszociális személyiségzavarral és a bűnözéssel, valamint kapcsolatban van a dühvel, bűnözési hajlammal és lobbanékony erőszakkal. A PCL-R célcsoportja elítélt bűnözőket tartalmaz. Az osztályzás, értékelés minősége függ attól, hogy mennyi háttérinformáció áll rendelkezésre és hogy az értékelendő személy mennyire nyitott, illetve őszinte.

## Hare’s Checklist és más mentális rendellenességek
A pszichopata rendellenesség (amit a PCL-R által állapítottak meg) negatív korrelációban van minden DSM-IV Axis I (DSM-IV: Diagnosztikai és statisztikai kézikönyv a mentális rendellenességekhez – Axis I: klinikai rendellenességek, melyeket komoly mentális és tanulási zavarok jellemeznek) rendellenességgel, kivétel a pszichoaktív szerek használatát (substanse abuse). A legnagyobb kapcsolat a pszichopata rendellenesség és az antiszociális személyiségzavar között figyelhető meg.
Első faktor: Személyiség „agresszív nárcizmus”
- Felületesség/rábeszélőképesség/felületes báj
- Felsőbbrendűségi érzés
- Beteges hazudozás
- Fortélyosság/ravaszság/manipuláció
- Megbánás és bűntudat hiánya
- Sekélyes érzelmi tapasztalatok (a valódi érzelmek rövidek és öncélúak)
- Érzéketlenség/empátia hiánya
- A saját tettekért való felelősségvállalás megértésének hiánya

Második faktor: Esetleírás „Szociálisan deviáns életvitel”
- Ingerekre való igény/hajlam az unalomra
- Élősködő életvitel
- Gyenge viselkedési gátlás
- Reális hosszú távú célok hiánya
- Lobbanékonyság
- Felelőtlenség
- Fiatalkori bűnözés
- Korai viselkedési problémák
- Feltételes szabadlábra helyezés visszavonása

Jellemzők, melyek egyik faktorral sem függnek össze
- Szabálytalan, válogatás nélküli szexuális partnerek
- Sok rövid házastársi kapcsolat
- Büntetőjogi sokszínűség

Az Amerikai Pszichiátriai Egyesület (American Psychiatric Association – APA) hivatalos álláspontja szerint, mely a DSM-IV-TR-ban jelent meg, a pszichopata és a szociopata elnevezések helytelenek. A WHO-nak (World Health Organization) különböző az álláspontja, melyet az ICD-10-ben (International Statistical Classification of Diseases and Related Health Problems) közöltek, miszerint a pszichopata rendellenesség és az antiszociális személyiség (antisocial/asocial/amoral personality) szinonimák a disszociális személyiségzavarra (dissocial/antisocial personality disorder).
A laikusok és szakértők között sok vita van a „pszichopata”, a „szociopata”, az antiszociális személyiségzavar, az ICD-10 diagnózis és a disszociális személyiségzavar közötti különbségről és azok jelentéséről. Hare szerint a pszichopata rendellenesség egy szindróma, amire másként kéne tekinteni, mint a DSM-IV által meghatározott antiszociális személyiségzavarra még akkor is, ha az antiszociális személyiségzavar és a pszichopata személyiség DSM-IV-ben egyenlőként van definiálva. Azonban, azok akik a DSM-IV-t készítették, úgy érezték, hogy túl nagy lehetősége van a szakértőnek a szubjektivitásra, mikor meghatároznak olyan dolgokat, mint bűntudat és bűn; ennek következtében a DSM-IV munkacsoport úgy határozott, hogy ragaszkodnak a megfigyelhető viselkedéshez, nevezetesen a szociálisan deviáns viselkedésformákhoz.
Ennek eredményeként, az antiszociális személyiségzavar olyan valami, ami a “bűnözők többségével összehozható”. Hare azt mondja, hogy a bebörtönzött bűnözők 80-85%-a megfelel az antiszociális személyiségzavar előfeltételeinek, amíg mindössze 20%-uk minősíthető a Hare Psychopathy Checklist által definiált pszichopatának. Ez a 20%, Hare szerint, felelős a legkomolyabb bűntettek elkövetésének feléért, beleértve a folyamatos és ismételt nemi erőszakot elkövetők felét is. Az FBI jelentések szerint 1992-ben a rendőrgyilkosságok 44%-át pszichopaták követték el.
Egy másik tanulmányban - amely a PCL-R-t használja, hogy megvizsgálja a kapcsolatot az antiszociális személyiségzavar és az öngyilkossági hajlam között – kiderült, hogy az öngyilkossági hajlam erősen korrelál a PCL-R második faktorával (amely az antiszociális devianciát tükrözi) és egyáltalán nem korrelál a PCL-R első faktorával (amely a narcisztikus személyiségzavart tükrözi). Ennek tudatában az antiszociális személyiségzavar kapcsolódik a második faktorhoz, amíg a pszichopata személyiség mindkét faktorhoz kapcsolódik, ami alátámasztja Hervey Cleckley állítását, miszerint a pszichopata személyiség mentes az öngyilkossági hajlamtól. Másfelől az emberek, akiknek antiszociális személyiségzavaruk van igen nagy számban követnek el öngyilkosságot.
Mivel a pszichopaták tetteikkel kárt okoznak, ezért feltételezhető, hogy érzelmileg nem kötődnek azokhoz az emberekhez, akiket bántanak, akárhogyan is, a PCL-R Checklist szerint a pszichopatákat az sem érdekli, hogy hogyan bánnak saját magukkal. Gyakran elmulasztják, hogy módosítsák a viselkedésüket aszerint, hogy meggátolják önmagukat a jövőbeli maradandó kényelmetlenségektől.
A gyakorlatban a pszichiáterek ritkán kezelnek úgy pszichopata rendellenességgel élőket, hogy meg vannak róla győződve, hogy kezelhetetlenek és hogy semmilyen bizonyított beavatkozás nincsen, ami hatékony lenne. Angliában és Walesben a disszociális személyiségzavar diagnózisa létjogosultságot biztosít arra, hogy az illetőt pszichiátriai intézetbe zárják, ha komoly bűncselekményeket követett el, de mivel ezek ez egyének bomlasztóan hatnak más páciensekre és egyáltalán nem fogékonyak a kezelésekre, ezért a börtönökben ez az alternatíva nem gyakran használatos.
Mivel az egyén pontszámának fontos következményei lehetnek a jövőjében és mivel ezek a következmények igen komoly károkhoz vezethetnek az életében, hogyha a tesztet rosszul értékelik ki, ezért Robert Hare szerint a tesztet csak akkor lehetne érvényesnek tekinteni, hogyha megfelelően képzett és tapasztalt szakértő végzi az értékelést ellenőrzött és előírt körülmények között.
Hare azt akarja, hogy a DSM és az ICD egyedülállő rendellenességként jegyezze a pszichopata személyiségzavart, mondva nem teljesen ugyanaz, mint az antiszociális személyiségzavar és a disszociális személyiségzavar. Mindkét szervezet álláspontja szerint a kifejezések szinonimák.
Egyesek manipulatív készsége merész vezetői képességet jelent. Vitatott, hogy a pszichopata rendellenesség adaptív nagyon versengő környezetben, mert ez eredményt hoz mind az egyénnek, mind a közösségnek, vagy gyakran kis politikai csoportoknak, akiket képviselnek. Akárhogyan is, ezek az egyének gyakran okoznak hosszútávú károkat családtagjaiknak, munkatársaiknak, vagy a szervezetnek, aminek dolgoznak a manipulatív, hamis, sértegető és tisztességtelen viselkedésükkel, összességében bárkinek, akikhez bárhogy hozzáférnek.
Hare úgy jellemzi az embereket, akiket pszichopatáknak nevez, hogy „fajon belüli ragadozók, akik meggyőző- és manipulatív képességüket, a megfélemlítés módszerét, a szexet és az erőszakot használják, hogy úrrá legyenek másokon és kielégítsék a saját önző szükségleteiket. Lelkiismeret és megbánás nélkül veszik el, amit akarnak, csinálják, amit akarnak; a szociális normák és elvárások megsértése bűntudat nélkül.”

## PCL-R Faktorok
A PCL-R korai faktoranalízise azt mutatja, hogy a teszt két részből áll. Az első faktor a pszichopaták emberekkel való kapcsolatát és az érzelmi deficiteket mutatja meg (felületesség, felületes báj, manipulatív viselkedés, empátia hiánya), amíg a második faktor az antiszociális személyiségzavarral kapcsolatba hozható tüneteket (bűnözői sokszínűség, lobbanékonyság, felelőtlenség, gyenge viselkedési gátlás, fiatalkori bűnözés).
A két faktort azok találták ki, akik azt a teóriát követik, hogy minél több különböző korrelációt kimutassanak. Az első faktor kapcsolatban van a narcisztikus személyiségzavarral, sekélyes aggodalommal, az empátia hiányával, alacsony stresszes reakciókkal és az alacsony öngyilkossági kockázattal, de a magas teljesítési kényszerrel és a jóléttel, kényelemmel is. Eközben a látens vonás elmélet (- item response theory) használatával kielemzett női bűnözők PCL-R pontszáma azt mutatja, hogy az első faktor elemei sokkal fontosabbak, ha nőkben akarjuk mérni, és általánosítani a pszichopata személyiségzavart.
Ennek ellenére a második faktort úgy találták, hogy kapcsolatban van az antiszociális személyiségzavarral, a szociális devianciával, a sensation seeking skálával, az alacsony szocio-ekonomikus státusszal és az öngyilkosságra való magas hajlammal. Mindezek ellenére a két faktor nagyon erősen összefügg és elég biztosan előrejelzik, hogy az eredmények egy közös rendellenességből származnak. Akárhogyan is, a kutatások megbuktak abban a témában, hogy a két faktort női alanyokból álló mintában is replikálják.
Mostani statisztikai értékelésekhez Cooke és Michie a CFA-t (confirmatory factor analysis) használják, melynek segítségével kimutattak egy három faktoros szerkezetet, amely olyan elemeket tartalmaz, amik a második faktorból valók, és szigorúan összefüggnek az antiszociális viselkedéssel (bűnözői sokszínűség, fiatalkori bűnözés, feltételes szabadlábra helyezés visszavonása, korai viselkedési zavarok és gyenge viselkedési gátlás), ezeket az elemeket vették ki a végső modellből. A maradék elemeket három faktorba osztották: Arrogáns és Megvezető Interperszonális Stílus, Abnormális Érzelmi Tapasztalat, és Impulzív és Felelőtlen Viselkedési Stílus.
A PCL-R teszt legújabb kiadásához Hare hozzáadott egy negyedik antiszociális viselkedési faktort, amely tartalmazza a második faktor elemeit, nem úgy mint Cooke és Michie modellje. Hare modellje feltételezi, hogy a pszichopata rendellenességet ezek a különböző, de összefüggő faktorok határozzák meg.
Cooke és Michie három faktoros modelljének súlyos statisztikai és – pl: ténylegesen 10 faktort tartalmaz és lehetetlen eredmények születnek (negatív varianciák) – elvi hibái vannak. Hare és munkatársai publikáltak egy részletes kritikát Cooke és Michie modelljéről. Az új bizonyíték, amely az elem számokból és eltérő mérési eredményekből származik, a 4 faktoros modellt támogatja, amely az Interperszonális, Érzelmi, Életviteli és az Antiszociális elemekből áll.

## Diagnosztikai kritérium és a PCL-R kiértékelése
A pszichopata személyiség meglétét leggyakrabban a PCL-R teszttel állapítják meg, ami egy 20 elemből álló klinikai értékelő skála. Minden eleme a tesztnek egy három pontos (0, 1, 2) skálán értékelendő, ez mindkét faktorban megtalálható. A második faktor a düh, aggodalom, megemelkedett öngyilkossági kockázat, bűnözői hajlam és a lobbanékony erőszak mérésével hozható kapcsolatba.
Ezzel ellentétben a második faktor az extrovertáltság és az érzelmi tapasztalatok mérésével hozható kapcsolatba. Az első faktor, az úgynevezett fő személyiségvonásai a pszichopata személyiségnek. Egy pszichopata mindkét faktoron magas pontszámot fog elérni, viszont egy antiszociális személyiségzavarral diagnosztizált személy csak a második faktoron.
Esettanulmányozás és interjúk készítése is használatos, amikor a tesztet készítik és analizálják.

## További olvasmányok
- Hare, R. D. (2003). "The Psychopathy Checklist—Revised, 2nd Edition." Toronto: Multi-Health Systems.
- Hare, R.D. (1980). "A research scale for the assessment of psychopathy in criminal populations." Personality and Individual Differences. 1, 111-120.
- Hill, C. D., Neumann, C. S., & Rogers, R. (2004). "Confirmatory Factor Analysis of the Psychopathy Checklist: Screening Version (PCL:SV) in Offenders with Axis I Disorders." Psychological Assessment, 16, 90-95.
- Vitacco, M. J., Neumann, C. S.,& Jackson, R.(2005). "Testing a four-factor model of psychopathy and its association with ethnicity, gender, intelligence, and violence." Journal of Consulting and Clinical Psychology, 73, 466-76.
- Vitacco, M. J., Rogers, R., Neumann, C. S., Harrison, K., & Vincent, G. (2005). "A comparison of factor models on the PCL-R with mentally disordered offenders: The development of a four factor model." Criminal Justice and Behavior, 32, 526-545.